# Simmias (fils d'Andromènes)
Simmias (en grec ancien Σιμμιας / Simmias) est un officier macédonien sous le règne d'Alexandre le Grand et le frère d'Amyntas et d'Attale.

## Biographie
Né vers 360 av. J.-C., fils d'Andromènes de Tymphée, il est le frère d'Attale, d'Amyntas et de Polémon. Il commande le bataillon d'Amyntas quand celui part en Macédoine recruter des renforts. Dans le compte-rendu de la bataille de Gaugamèles, Diodore désigne Philippe fils de Balacros comme le commandant du bataillon. Il se peut que, du fait de l'inexpérience de Simmias et de l'importance de la bataille, le bataillon d'Amyntas est bien été commandé par Philippe, avec Simmias dans un rôle subalterne. À cette occasion, ce bataillon a été l'un des plus touchés par le choc de la bataille. À son retour fin 331, Amyntas reprend le commandement de son bataillon. L'absence de Simmias dans les sources et la désignation d'Attale comme successeur d'Amyntas suggèrent que Simmias a été délibérément abandonné en faveur de son frère cadet, peut-être en raison de ses bonnes relations avec Philotas et Amyntas IV, fils de Perdiccas III. L'accusation selon laquelle Simmias est, indirectement, responsable de l'attaque du camp macédonien à Gaugamèles peut avoir été utilisée pour justifier la décision. 
En 330 av. J.-C., il est accusé, ainsi que ses frères, d'avoir pris part à la conspiration de Philotas ; mais la vigoureuse défense d'Amyntas face à l'armée macédonienne offre à toute la fratrie un acquittement général. Simmias a peut-être quitté l'armée vers 330 ou est mort de maladie.

## Sources antiques
- Arrien, Anabase [lire en ligne].
- Diodore de Sicile, Bibliothèque historique [détail des éditions] [lire en ligne], XVII.
- Quinte-Curce, L'Histoire d'Alexandre le Grand [lire en ligne].